# Rhipidoglossum polydactylum
Rhipidoglossum polydactylum é uma espécie de orquídea, família Orchidaceae, que existe no sudoeste de Camarões. Trata-se de planta epífita, monopodial com caule que mede menos de doze centímetros de comprimento; cujas pequenas flores tem um igualmente pequeno nectário sob o labelo.

## Publicação e sinônimos
- Rhipidoglossum polydactylum (Kraenzl.) Garay, Bot. Mus. Leafl. 23: 195 (1972).

Sinônimos homotípicos:
- Listrostachys polydactyla Kraenzl., Bot. Jahrb. Syst. 51: 394 (1914).
- Crossangis polydactyla (Kraenzl.) Schltr., Beih. Bot. Centralbl. 36(2): 142 (1918).
- Diaphananthe polydactyla (Kraenzl.) Summerh. in J.Hutchinson & J.M.Dalziel, Fl. W. Trop. Afr. 2: 456 (1936).
- Angraecopsis polydactyla (Kraenzl.) R.Rice, Prelim. Checklist & Survey Subtrib. Aerangidinae (Orchidac.): 22 (2005).